# 激しく激しい情熱
「激しく激しい情熱」（はげしくはげしいじょうねつ）は、藤重政孝の2枚目のシングル。 1994年8月24日にEMIミュージック・ジャパンからリリース。

## 解説
1枚目のアルバム『ALL FOR LOVE』先行シングルおよび日本テレビ系「ウンナン世界征服宣言」エンディングテーマ。

## 収録曲
作詞：藤重政孝　作曲・編曲：野中則夫
1. 激しく激しい情熱
2. School Days
3. 激しく激しい情熱 (inst.)